# Lovisa Onnermark
Anna Lovisa Onnermark, född 2 februari 1987, är en svensk skådespelare.
Onnermark är utbildad på Fridhems Folkhögskola (2008–2010) och Teaterhögskolan i Malmö (2010–2013). Hon har bland annat medverkat i de svenska långfilmerna Sandor /slash/ Ida och Linas kvällsbok och har gjort ett antal reklamfilmer. 2013 spelade Onnermark Eurydike i Orionteaterns uppsättning av Orfeus och 2014 medverkar hon i Ingen fattar utom vi med Riksteatern.

## Teater

### Roller (ej komplett)
| År   | Roll | Produktion                                                                 | Regi           | Teater              |
| ---- | ---- | -------------------------------------------------------------------------- | -------------- | ------------------- |
| 2015 |      | Partiledaren som klev in i kylan Daniel Suhonen                            | Dennis Sandin  | Uppsala Stadsteater |
| 2015 |      | Ordets makt Ola Larsmo, Martin Lindberg, Åsa Lindholm och Lucia Cajchanova | Linus Tunström | Uppsala stadsteater |
| 2016 |      | Att göra en Tartuffe Dennis Magnusson                                      | Dennis Sandin  | Uppsala stadsteater |